# Front Nacional Islàmic de Manipur
El Front Nacional Islàmic de Manipur és una organització musulmana de Manipur. La seva força principal es troba a les mesquites on recluta els seus militants. La seva branca armada és l'Exèrcit Islàmic Unit d'Alliberament de Manipur, que és al mateix temps la branca militar de les altres dues organitzacions musulmanes del país, el Front Islàmic Revolucionari de Manipur i el Front Unit Islàmic d'Alliberament de Manipur.